# Nomada adusta
Nomada adusta là một loài Hymenoptera trong họ Apidae. Loài này được Smith mô tả khoa học năm 1875.